# Ford Cougar
De Ford Cougar is een liftback-coupé die door de Amerikaanse autofabrikant Ford van 1998 tot 2002 op de Europese markt verkocht werd. Van 1999 tot 2002 werd het model ook in de Verenigde Staten en Canada aangeboden als de achtste generatie van de Mercury Cougar.

## Geschiedenis
De Cougar werd oorspronkelijk ontwikkeld als de derde generatie van de Probe, maar na een rationalisatie van de Ford coupé-modellen in de Verenigde Staten werd de naam Probe geschrapt ten voordele van de Cougar.
De Cougar was de tweede poging van Ford om in Europe opnieuw een sportieve coupé te lanceren na het succes van de Capri in de jaren '70. Begin jaren '90 had Ford al een eerste poging ondernomen met de Probe. Net zoals de Capri gebaseerd was op de Cortina, was de Cougar eveneens gebaseerd op de toenmalige grote gezinsauto van Ford, de Mondeo. De Cougar heeft echter nooit de verkoopcijfers van de Capri geëvenaard.
Net als de Ford Probe werd de Cougar gebouwd in de AAI-fabriek in Flat Rock, Michigan. Exemplaren die bestemd waren voor de Europese markt werden afgewerkt in de Ford-fabriek in Keulen, waar de auto's voorzien werden van verlichting met Europese specificaties, Ford-emblemen en besturing aan de rechterkant voor wagens die geëxporteerd werden naar het Verenigd Koninkrijk of Australië.
De auto werd eind 1998 in Europa op de markt gebracht en kreeg wisselende recensies, deels vanwege de toen nieuwe en controversiële "New Edge"-styling, een stijl die vervolgens op het grootste deel van het Ford-gamma werd toegepast. 
Begin 2001 kreeg de Cougar een kleine facelift. Op technisch vlak waren er geen veranderingen, wel kreeg de wagen een gewijzigde voorkant met nieuwe koplampen, nieuwe velgen en een gemoderniseerd interieur.
De Cougar werd in 2002 van de Europese markt gehaald. In Australië was de wagen nog tot 2004 verkrijgbaar.

## Specificaties
De Cougar was voorzien van tal van veiligheidssystemen, waaronder zij-airbags en airbags voor de bestuurder en passagier, ABS-remmen, veiligheidsgordels die borstletsels verminderden, een startonderbreker, centrale afstandsbediening en een alarm.
Met een optioneel "X-Pack" kreeg de koper met leer beklede en verwarmde voorzetels, een elektrisch verstelbare bestuurderszetel en een audiosysteem met een radio en CD-wisselaar.
De wagen werd aangedreven door een 2,0-liter "Zetec" vier-in-lijn benzinemotor van 96 kW of een 2,5-liter "Duratec" V6-motor van 125 kW, gekoppeld aan een handgeschakelde vijfversnellingsbak of een viertraps automatische transmissie.

### Motoren
| Type          | Motor     | Motor             | Motor   | Vermogen      | Koppel | Overbrenging   | Topsnelheid | Jaartal   |
| Type          | Inhoud    | Type              | Kleppen | Vermogen      | Koppel | Overbrenging   | Topsnelheid | Jaartal   |
| ------------- | --------- | ----------------- | ------- | ------------- | ------ | -------------- | ----------- | --------- |
| 2.0 16v       | 1.988 cm³ | 4-in-lijn (Zetec) | 16      | 96 kW/130 pk  | 178 Nm | handgeschakeld | 209 km/u    | 1998-2002 |
| 2.5 24v       | 2.544 cm³ | V6 (Duratec)      | 24      | 125 kW/170 pk | 220 Nm | handgeschakeld | 225 km/u    | 1998-2002 |
| 2.5 24v (Aut) | 2.544 cm³ | V6 (Duratec)      | 24      | 125 kW/170 pk | 220 Nm | automaat       | 206 km/u    | 1998-2002 |

## Fotogalerij

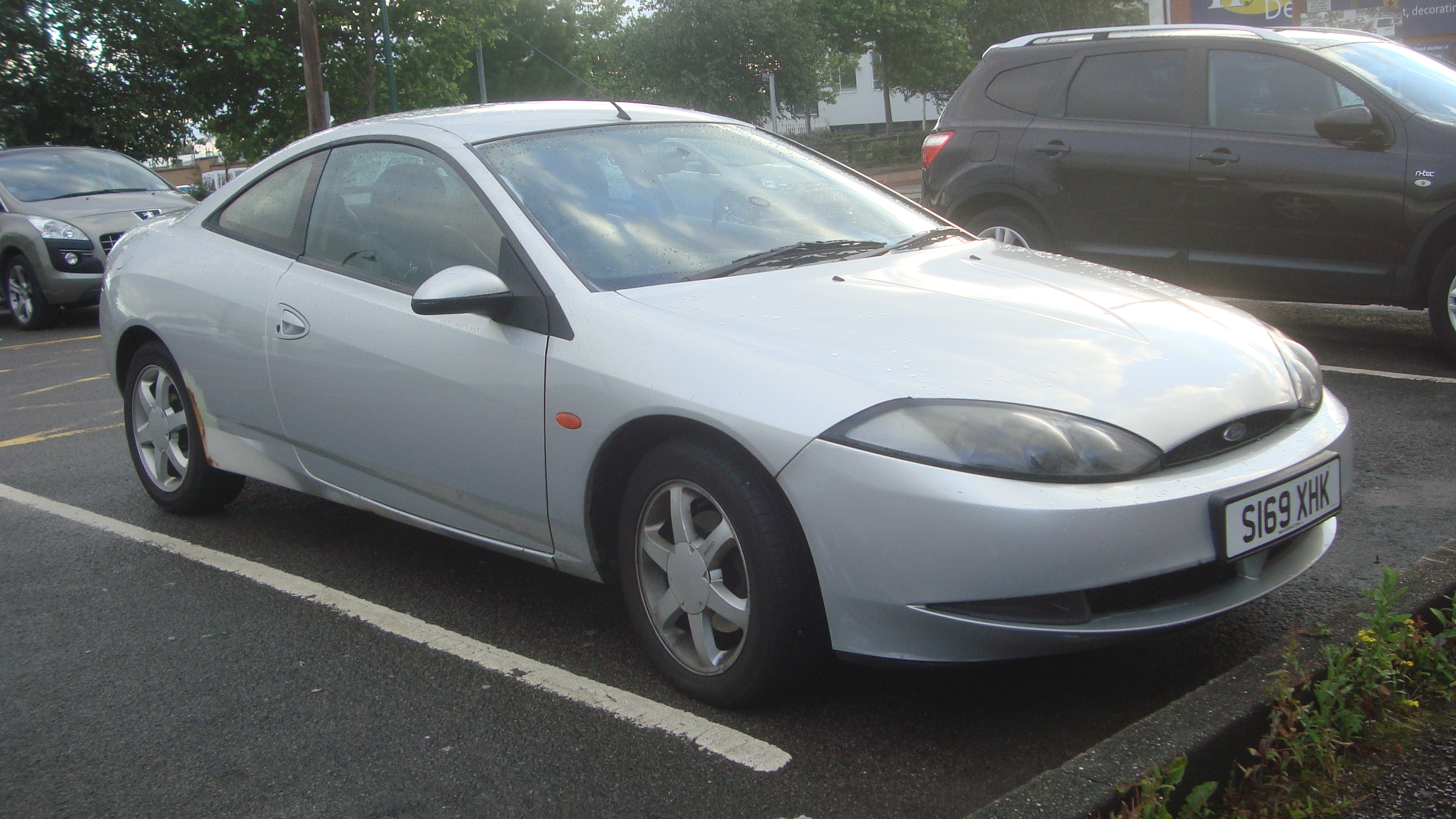
Ford Cougar
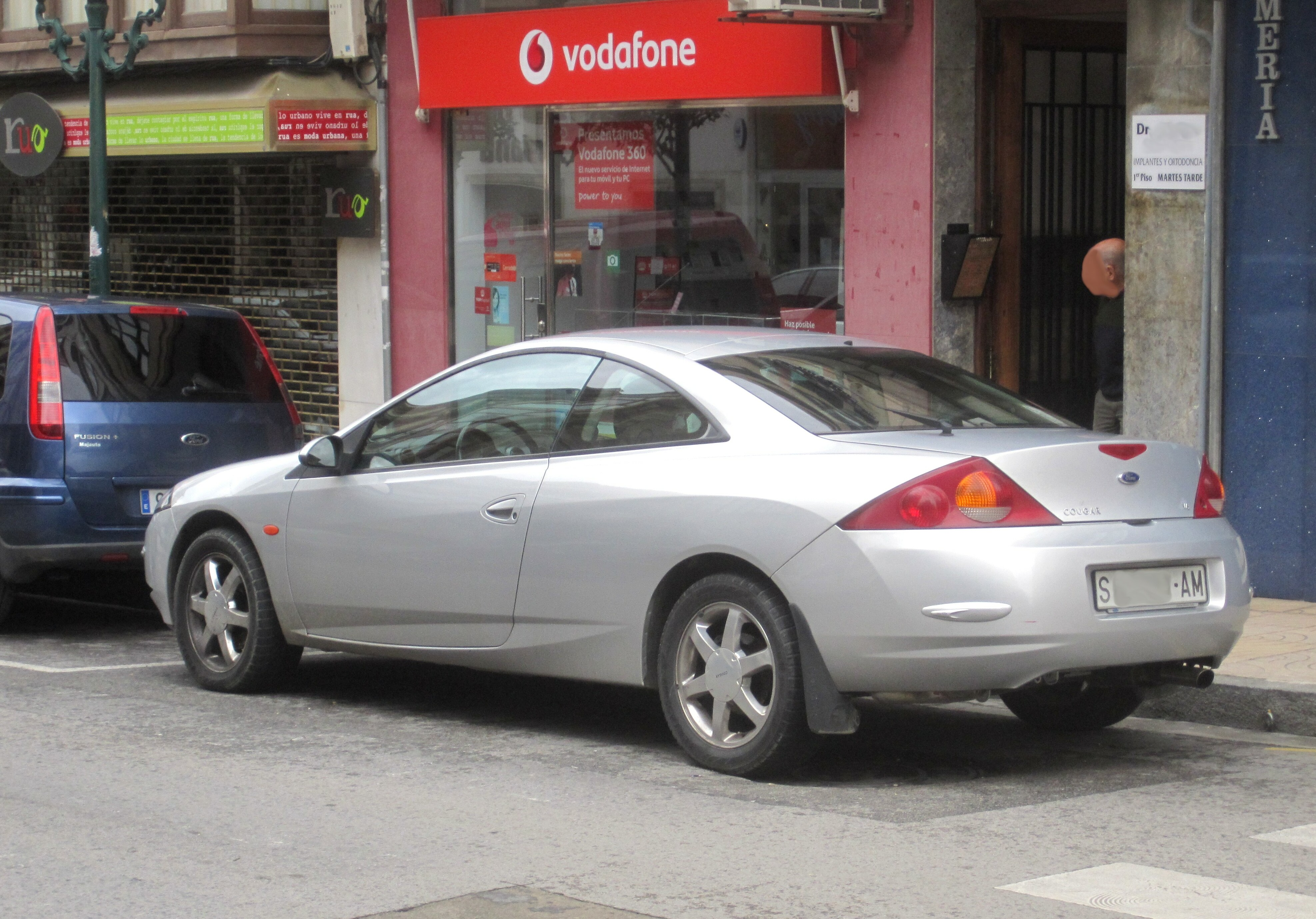
Ford Cougar, achteraanzicht
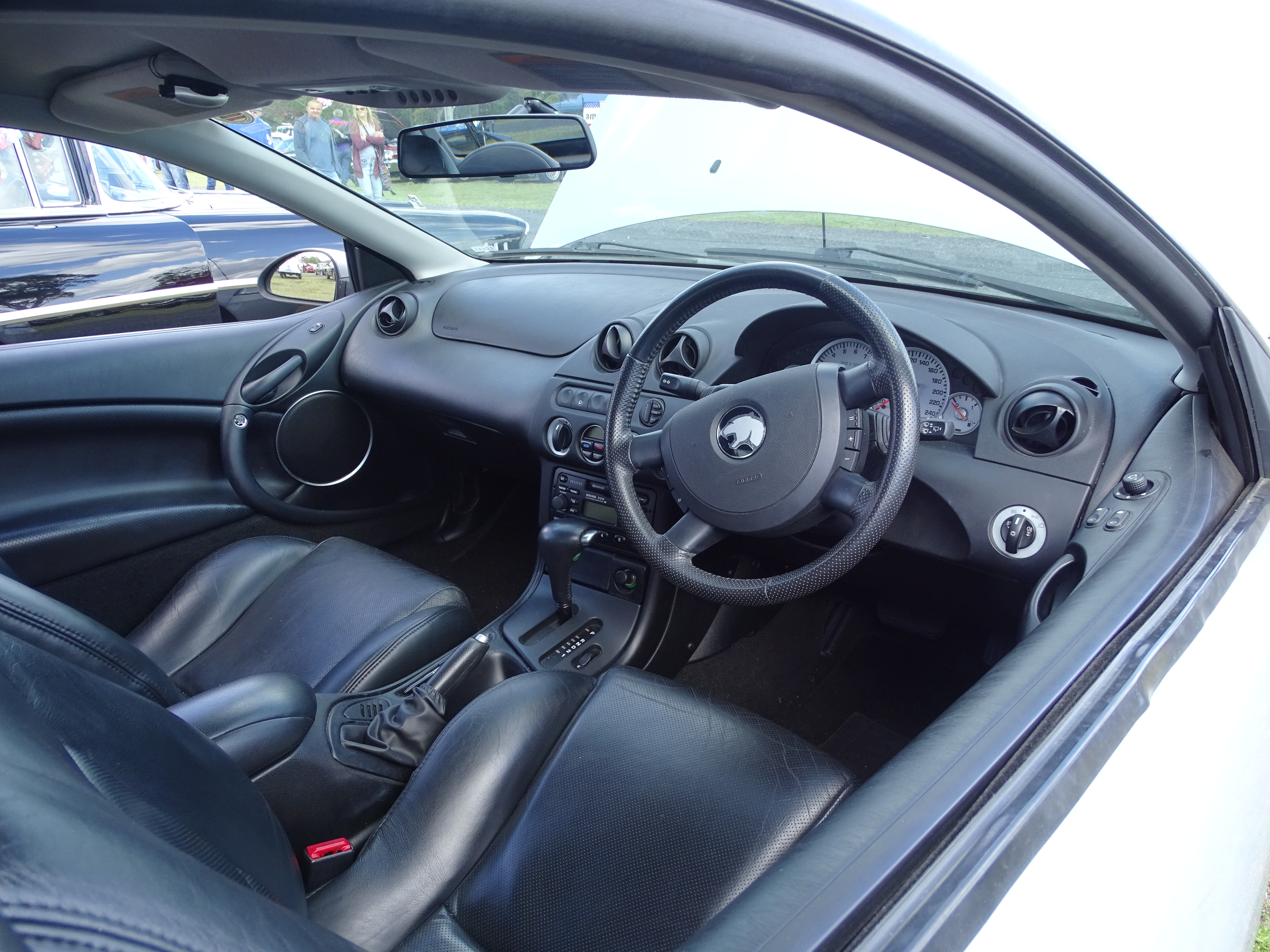
Ford Cougar, interieur
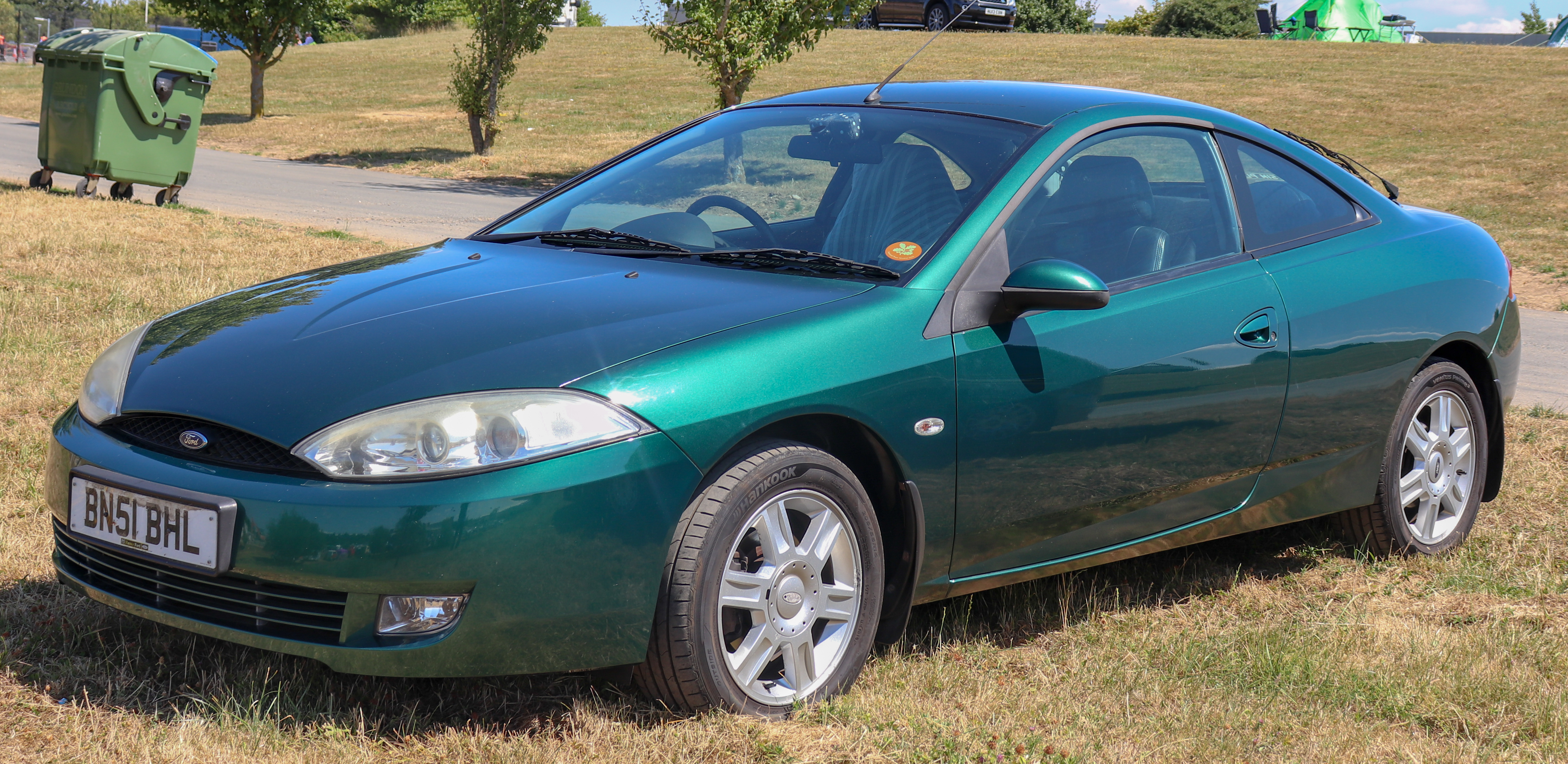
Ford Cougar (facelift)
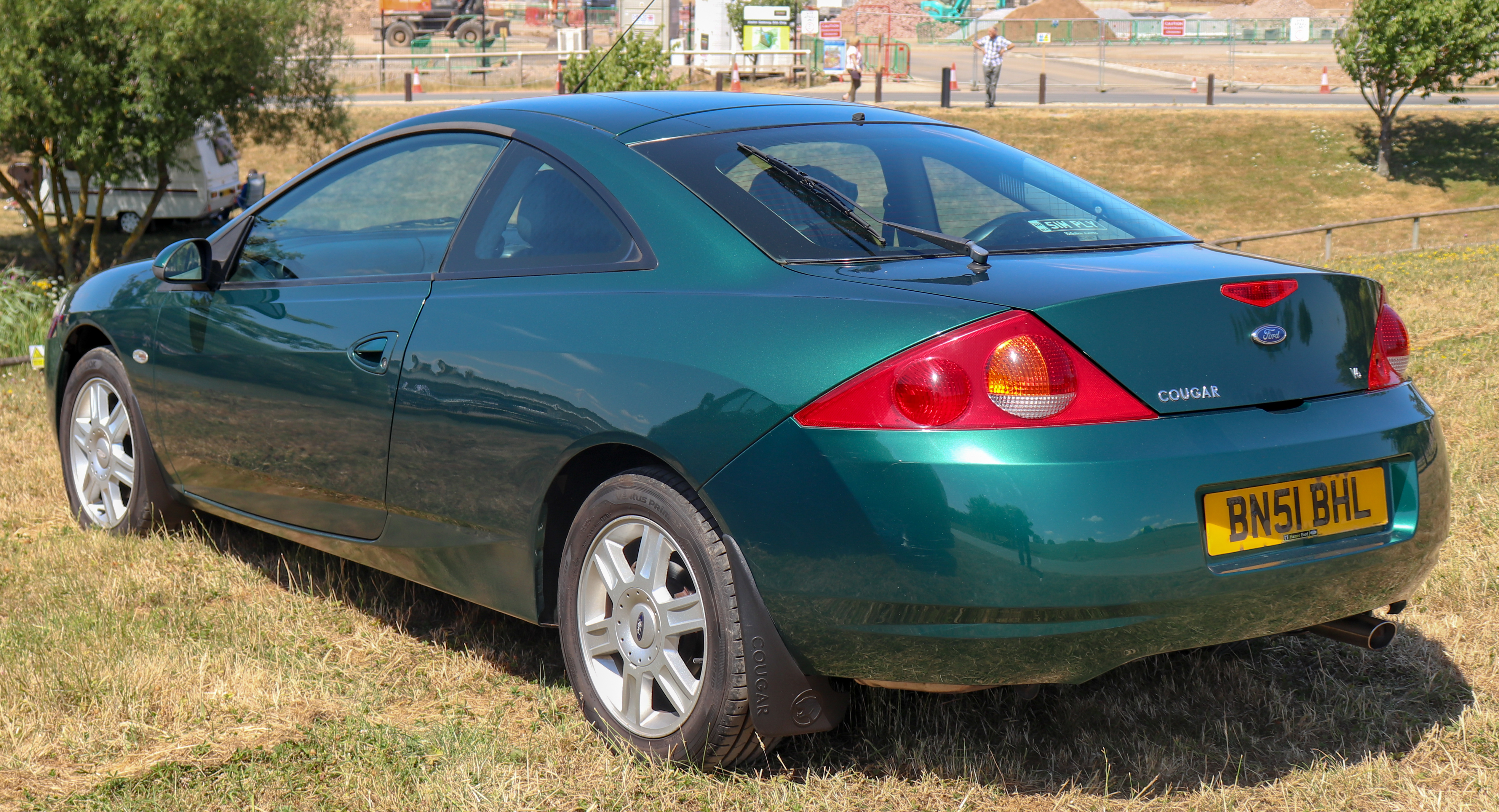
Ford Cougar (facelift), achteraanzicht